# ベティ・ロス
エリザベス・"ベティ"・ロス［Elizabeth "Betty" Ross］（後に タルボット［Talbot］、そして バナー［Banner］）は、マーベル・コミックによって出版されたアメリカン・コミックスに登場するキャラクターである。
サディアス・"サンダーボルト"・ロス将軍の娘でもある彼女は、長年にわたり、ハーピー（Harpy）、レッド・シー・ハルク（Red She-Hulk）、レッド・ハーピー（Red Harpy）を含む複数のキャラクターへと変質した。

## 発行履歴
ベティ・ロスはスタン・リーとジャック・カービーによって創造され、1962年3月の『インクレディブル・ハルク』第1号に、ブルース・バナー/ハルクのロマンスの相手として初登場した。
1989年の『The Official Handbook of the Marvel Universe Update '89』第1号には、ベティ・ロス・バナーとして再登場した。
スタン・リーは当初ベティを意志と独立心が強く、慣習的に礼儀正しい女性として描いており、ジョン・バーンは、1980年代半ばの『The Incredible Hulk』において彼女をより対立的な女性としても描いた。 『The Incredible Hulk』vol.2第360号はベティが流産するエピソードとなった。この号は編集者のボブ・ハラスが執筆し、「私がそれを拒否した理由は、ベティとブルースは親になってはいけないと決められており、私はその問題でこの本の連載が終わりかけた。でも、まだ伝えたい物語がたくさんあったから、かなり長い間悩んだけれど、最終的にはこのストーリーにとどまったんだ」と語った。
2009年9月の 『ハルク』vol.2第15号では、ジェフ・ローブとエド・マクギネスによって創造されたレッド・シー・ハルクとして登場した。ローブは、「私たちは、このキャラクターの創造にとても慎重だった。私の記憶では、オリジナルのシー・ハルクの紹介は、誰も1ページも読まないうちに終わっていた。でも、このキャラクターはハルクをまったく違ったテイストにしたもので、これまでに見たことのないハルクだった。ジェン（・ウォルターズ）は素晴らしいキャラクターだ。私たちの意図は、レッド・シー・ハルクがマーベル・ユニバースに同じように重要な印象を与えることだ」と述懐した。
ベティ/レッド・シー・ハルクは『カオス・ウォー』と『Fear Itself』にも登場し、マット・フラクションとテリー・ドッドソンによる『ディフェンダーズ』vol. 4 第1号でスーパーヒーローチーム“ディフェンダーズ”の一員となったが、2012年11月の第12号でシリーズは打ち切られた。
2012年10月、『Marvel NOW!』の一環として、『ハルク』は第58号より『レッド・シー・ハルク』と改題され、ジェフ・パーカーとカルロ・パグラヤンによる共作となった。このシリーズについてパーカーは、「ベティは人類への脅威を確信するようになった。彼女は自分自身の人間的な側面を失うことに葛藤しており、それに基づいて大規模な行動を起こしている。しかし、彼女が正しいかもしれないということだ」と述べた。

## キャラクター経歴

### オリジン
ベティ・ロスはサディアス・E・"サンダーボルト"・ロス将軍の一人娘で、父親の厳しい監視のもとで成長期を過ごした。卒業後、内向的な彼女は父の元に戻り、彼が担当する極秘プロジェクトの新型兵器“ガンマ爆弾”開発に立ち会うと、プロジェクトの主任科学者のロバート・ブルース・バナー博士の知性と物腰の柔らかさにすぐに心を奪われた。しかし、最初の出会いから1時間も経たないうちに、バナーがガンマ爆弾の爆発実験に巻き込まれ、“ハルク”と化す場面を目の当たりにしてしまう。自分の病状を秘密にしようとするバナーが遠ざかったことから、ベティはその後父が指揮する“ハルクバスターズ”所属のアメリカ空軍少佐であるグレン・タルボットと恋愛関係となった。
逃亡中にハルクへの変身をコントロールできるようになって恩赦を受けたバナーからプロポーズされ、彼との結婚式にまで漕ぎ着けたベティだったが、式の最中、ハルクの宿敵サミュエル・スターンズ/リーダーがバナーをハルクに変身させたことでバナーは再び逃亡者となってしまう。ハルクがアレクセイ・シツェビッチ/ライノとの戦いで暴走してロスに重傷を負わせると、ベティはタルボットからハルクにその代償を払わせると約束される。
結婚式の失敗とバナー/ハルクが再び逃亡者となったことでベティは神経衰弱に陥り入院した。そこから彼女は自身の体質改善を目論むフリント・マルコ/サンドマンとの輸血を経て、父と彼に雇われたレナード・サムソン博士によって、バナーと共に治療された。その結果2人は完治したが、バナーは意図的にガンマ・エネルギーを吸い取ったサムソンに対抗するため、再びガンマ・エネルギーを浴びせてハルクに変身し、サムソンを打倒。後にサムソンはハルクを追うことになる。
ハルクの戦いの余波の中で彼を見つけたベティは、バナーの「ジャレラ...僕の愛...」という呟きを聞いてしまい。バナーが地球から永遠に姿を消したかのように思われた後、ベティはタルボットからのプロポーズを受け入れる。ベティとタルボットの新婚旅行中にロスが捕らえられ、ソ連の刑務所に送られる。タルボットは救出作戦に参加し成功するが、その過程で捕らえられ、シベリアにあるソ連の極秘施設“ビターフロスト”でコンドラティ・トポロフ/グレムリンの捕虜となり、ベティは彼も失う結果となった。

### ハーピー
ヴィランのMODOKに拉致されたベティは、バナーが浴びたものよりも高いレベルのガンマ線を浴びせられ、致命的なほど狂気じみた合成生物ハーピーに変貌してしまった。MODOKからにハルクの居場所を教えられたベティは彼を探しに飛び立った。彼女はハルクを待ち伏せし、長い戦いの後、ベティ/ハーピーはハルクをノックアウトした。しかし彼女がハルクをMODOKの元に連れ帰る前に、2人はBi-Beastによって天空の都市に拉致されてしまう。バナーは、ベティを治療するために高度な機器を使用する許可と引き換えに、都市を浮遊させる機械を修理することに同意する。バナーが装置を使い始めると、同時に都市にやって来たMODOKに戦いを仕掛けられ、その最中にベティはバナーによって完治し、彼とともに崩壊する都市を脱出した。

### 再登場
ロス、クレイ・クォーターマイン、ハルクによって救出されたタルボットとの暮らしに戻れたベティだったが、彼はトポロフに捕らわれていた時期に心を失った状態に追いやられていたことからタルボットとの結婚生活は後にぎくしゃくしてしまう。
ロスが神経衰弱に陥ったとき、タルボットは大佐として軍に戻り、ハルクがジャレラを探してガンマ基地に突入した後、彼が光線銃を発射してハルクを“サブ・アトミック・スペース”に送ったことが明らかになり、この事件はタルボットとベティの関係を悪化させる決定打となって、両者に離婚に至ってしまう。タルボットがハルクとの激突によって日本で死亡すると、ベティはその後リック・ジョーンズに、タルボットと結婚している間ずっとバナーを愛してやまなかったと告白した。
後にロスがMODOKと共謀してハルクを手にかけたことを知ったベティは、父親を反逆罪で訴えた。ベティが正しかったことを悟ったロスは自殺寸前になり、姿を消す。
再びハルクの姿のまま変身を制御し、通常の人格と知性を維持できる状態に到達したバナーと再会したベティだったが、ハルクをコントロールするためではなく、ハルクから解放されることを望んでいた彼女は動揺し、再び彼のもとを去ってしまう。ハルクがスティーヴン・ストレンジ/ドクター・ストレンジによって長期間地球から姿を消すと、ベティはラモンという男と付き合い始める。しかしハルクが再び地球で目撃されたことを知ったベティはラモンと別れ、ガンマ基地に戻った。やっと体質が治ったと思ったバナーから改めてプロポーズを受けたベティはそれを受け入れたものの、彼との結婚式当日にロスが現れ、銃で武装して結婚をやめるよう要求し、止めに入ったジョーンズを射殺してしまう。ベティはロスと対峙し、父親が生涯にわたって自分を支配してきたことを非難し、長年にわたるバナーへの敵意を訴え、父親を説得して銃を引き渡させた。そしてついにベティはバナーと夫婦になった。
しかし、バナーは生命を落としかけたことからハルクと再度一つになり、ベティはすぐにそのことを知る。後にロスは、ベティとバナーを殺しかけたミュータントを抹殺するために自らを犠牲にし、娘の目の前で息を引き取った。
ベティは、バナーが過去に意識的に変身を引き起こしたことがあり、脅威的な脅威に対処するためにハルクになることを厭わないことを知ると取り乱し、彼の元を去り、ラモンとよりを戻すが、気が変わってラモンも捨ててしまう。だがその後、彼女はスターンズに捕らえられた。バナーの子どもを妊娠していることを知ったスターンズは彼女を解放するが、ナイトメアとディスパイアによって恐ろしい悪夢に苛まれた後、ベティは胎児を失った。
彼女はやがてバナーと再会するが、その直後、ハルクがガンマタウンでの大爆発で死んだかのように思われると、バナーとハルクの死を確信したベティはニューヨークへ向かい、やがて修道女になるための修行を始める。ベティは試練から立ち直るために修道院で数ヶ月を過ごすが、やがてバナーと再会すると、2人で逃亡者として数年を共に過ごす。しかしハルクの敵であるアボミネーションに血液を投与されたことで、ベティは仮死状態となってしまった。
後に再構成されたストーリー・アークでは、ベティはスターンズによって蘇ったかのように見え、外見をかなり変える手術を受け、超人的な力を与えられた。そして一時は、逃亡中の夫の影武者ミスター・ブルーとして、彼の手助けをする。彼女の復活は後に、現実を歪める幻覚であることが明らかになる。

### レッド・シー・ハルク
『Fall of the Hulks』のストーリー中、冷凍保存されていたベティはロスと取引したリーダーとMODOKの手で、父親をレッドハルクに変えた方法と同じプロセスにより、超人的な身体能力を得て復活させられたことが明かされた。しかしベティは、ヴィランとなったサムソンによって、極度に混乱し、攻撃的な人格へと洗脳されていた。ロスと組んだヴィランらが自分たちを裏切ろうとしているロスを始末しようと企むと、ベティはレッド・シー・ハルクとしてヴィランらに操られ、エンパイア・ステート・ビルでレッドハルクとなった父と対峙し、その結果はベティがロスをビルから蹴落とすことで終わった。
ロスが自らの死を偽装した後、ベティはバナーがサカールでカイエラと結婚したことや、その後のマンハッタンへの攻撃によって彼への不信感を表明する。
『ワールド・ウォー・ハルク』においてベティ/レッド・シー・ハルクは、バナーがハルクの力を取り戻したのを見て彼に襲いかかるが、ハルクの息子スカーに剣で刺されると変身が解けて元の姿に戻り、皆に正体が露わとなった。深手を負ったベティは彼女の救済を望むバナーに生き返った経緯を説明し、このまま死なせてほしいと頼む。しかし、サムソンが現れると、彼の所業に対して湧き上がった怒りでベティはレッド・シー・ハルクに変身。その結果、彼女は回復した。再び自分の心をコントロールできるようになったベティ/レッド・シー・ハルクは、バナー/ハルクがスカーと和解するのを助け、続くロスとの最終決戦でバナーが優勢に立つと、ベティは父の身を案じるようになり、変身して攻撃性が高まったことも相まって、ジェニファー・ウォルターズ/シー・ハルクと対立するようになる。ロスが敗れて投獄された後、ベティは父に更生と贖罪の機会を与えるようブルースを説得した。

### レッド・ハーピー
『Avengers: No Surrender』においてロスの葬儀の直後に自宅を訪ねてきたバナーが復活後の感情的な混乱のために数ヶ月間連絡を取っていなかったと説明を受けていたベティだったが、その最中に彼らを監視するカール・バーバンク/ブッシュワッカーの銃撃に被弾してしまう。バナーはハルクに変身してブッシュワッカーを追いかけ、サムソンに食い止められて逃走を許して彼女の家に戻ると、ベティは姿を消した。後に彼女はジャック・マクギーと対決した際に、赤いバージョンのハーピーレッド・ハーピーに変身していたことが明らかになった。
レッド・ハーピーとジャックはジョーンズが変貌したサブジェクトBとハルクが戦っているネバダ州リノに駆けつけ、レッド・ハーピーは一般市民を殺害した対ハルク作戦の傭兵らを切り刻む。ジャッキーがこの行為についてハーピーに問いただすと、ハーピーは「でもこれが私なの」と言い放った。ハルクとの有毒な関係を回想したハーピーは、サブジェクトBがハルクの目を潰して追い詰めた戦地に到着すると、ハルクから助けを求められたが、ハーピーは爪でハルクの胸を裂いた。ハルクから何故友人のように振る舞わないのかと尋ねられると、ハーピーは「これが私だ」と返した。これによってサブジェクトBがハーピーを攻撃。ハーピーはサブジェクトBへの反撃を続け、酸の放出を防ぐために彼の胃を引き裂くなどの激闘が続く中、四肢を再生して復活したハルクがジャックを安全な場所に運び、ハーピーはサブジェクトBの体内からリックの引き出しに貢献し、ハルク、ハーピー、ジャックはその場から逃走した。
数日後、ベティはハーピーの変身をコントロールできるようになり、ハルクのそばでは人間の姿にならないことを選ぶものの、完全に復活したジョーンズからグルーム・レイクにあるハルク作戦の基地について知らされると、ハーピーとしてハルク、リック、ジャックと共にハルク作戦の基地を襲撃した。ハルクと“ガンマ・フライト”がレジナルド・フォーティアン将軍とハルク作戦の兵士たちと戦っている間、ハーピーはジョーンズとジャックを助け、そこで彼らは科学者とハルク作戦の主任科学者シャーリーン・マッゴーワン博士の部屋でガンマ・ミュータントのデルバート・フライを発見した。

## パワー・能力・武装

### ハーピー
ハーピーとしてのベティは超人的な怪力、スタミナ、スピード、耐久性、嗅覚を持っており、ハルクと戦うことさえできた。また、背中には大きな鳥のような翼があり、それを使って高速で空を飛び、空中攻撃を行った。さらに、彼女は手から“ヘルボルト”と呼ばれる核エネルギーの爆発を投射することができ、金属を切り裂いたり、重いものを運んだりするのに十分な強度を持つかみそりのような鋭い爪を持っていた。

### レッド・シー・ハルク
レッド・シー・ハルクとしてのベティは巨大な超人的な強さ、スピード、スタミナ、耐久力、そしてローガン/ウルヴァリンの爪による脚や腹部の刺し傷など、通常なら人間にとって致命傷となるような傷からも容易に生き延びることができるヒーリング・ファクターを持っている。ベティ/レッド・シー・ハルクの強さのレベルは物理法則を歪めるほどに非常に強大である。彼女は他のガンマ・ミュータントからガンマ線などのエネルギーを吸収する能力を有している。また、レッド・シー・ハルクは黄色い血を持ち、怒ると目から黄色いエネルギーを放出することに加え、突然驚いたり怯えたりすると人間の姿に戻れるほか、自分の意志でもレッド・シー・ハルクの姿に戻ることができる。レッド・シー・ハルクに変身中の彼女はまだ人間性を保っているが、極度に怒るとピュア・ハルクになり、力をさらに増大できる代わりに心のコントロールは失われる。
また、レッド・シー・ハルクはツヴァイヘンダーを携えており、彼女はそれを親しみを込めて「ビッグ・アス・ソード」と呼んでいる。その剣はトニー・スターク/アイアンマンによって鍛造され、“スターク・インダストリーズ”のリパルサー技術と“アスガルド”のウル・メタルで作られており、『フィアー・イットセルフ』において"ザ・サーペント "を倒すためにレッド・シーハルクに与えられた。その剣は後に『Hell Hath No Fury』で、一時的に取り上げられている。

## その他のバージョン

### 『ヒーローズ・リボーン』
『ヒーローズ・リボーン』には、フランクリン・リチャーズによって造られたポケット宇宙から来たベティの変異体が“スターク・インターナショナル”のセキュリティ責任者として登場する。

### 『ハウス・オブ・M』
『ハウス・オブ・M』にはアース58163のベティが登場。グレン・タルボットと結婚している。

### 『アルティメット・マーベル』
『アルティメット・マーベル』ユニバースには、アース1610のベティが“アルティメイツ”の広報担当として登場する。後にジェニファー・ウォルターズが作った血清を使ってシー・ハルクとなり、“S.H.I.E.L.D.”に投獄されるが、彼らによって力の制御の手助けを受ける。

## MCU版
『マーベル・シネマティック・ユニバース』（MCU）の『インクレディブル・ハルク』ではリヴ・タイラーが演じ、『ホワット・イフ...?』シーズン1第3話では、ステファニー・パニセロが声をあてた。日本語吹替は甲斐田裕子が担当。
本項は、“アース616”（正史の宇宙）におけるベティを主軸として表記する。

### キャラクター像
“カルバー大学”に籍を置き、遺伝細胞学を専門とする細胞生物学者で、ブルース・バナー/ハルクのかつての恋人。ブルースがハルク化した際に重傷を負ったが、一命を取り留めた。母親を早くに亡くし、ブルースの一件もあったことで実父のサディアス・ロスとは疎遠になるほど不和な関係となっている。一途かつ穏やかでありながら、ブルースを執拗に追い続ける父に何度も食い下がったり、自身を止めにかかった兵士を裏拳で殴りつけたり、乱暴な運転をしたタクシードライバーに激怒してブルースに啞然とされるなど、気性の激しい一面もある。

### 『ホワット・イフ...?』版
“アース51825”におけるベティの“変異体”。基本的なキャラクター像は正史のベティと同等である。

### 各作品における描写
『インクレディブル・ハルク』
本作でMCU初登場。
ブルースが消息を絶った後は失意に陥り、怪我の回復後にレナード・サムソンと交際するなどして5年間過ごしていたが、ブルースを心から愛する想いを捨てきれずにいたため、彼を発見した際にはいち早く接触。保管していた研究データや寝床を提供し、カルバー大学で父やエミル・ブロンスキーらに追撃されるブルース/ハルクを庇おうとして命の危機に瀕した。
だが間一髪でハルクに救われ、ブルースのニューヨーク行きに同伴することを決めると、母の形見のネックレスを質屋に売って活動費用にし、ニューヨークまでの道中を共にすると、辿り着いた“グレイバーン大学”でサミュエル・スターンズによるブルースの治療を補助するが、そこに突入してきたブロンスキーとサディアスらにブルースを捕縛されてしまった。
父に反発しながらも、ブルースを移送するヘリに同乗できたが、“アボミネーション”と化したブロンスキーを止めるためにブルース/ハルクが決闘に向かうことを決意すると、それを止めることはできず、彼らの戦いにサディアスと揃って窮地に陥った。しかしハルクに救われ、戦いが終わると彼が再び行方を晦まし、それからしばらく経ったある日、ニューヨークの道中で撮っていたブルースのデジタルカメラの画像を消去して彼と今生の別れを味わうことになる。
『ホワット・イフ...?』シーズン1第3話
本作では、アース51825におけるベティが登場。陸軍から逃亡中の身であったブルース・バナー/ハルクと再会し、カルバー大学の研究室のロッカー内に匿っていたが、とある水曜日の出勤時に来訪してきたナターシャ・ロマノフ/ブラック・ウィドウからトニー・スターク/アイアンマンに打ち込んだ注射器の分析を依頼され、注射器に生物学的な毒物ではなくナノテクの痕跡を発見した。そして隠れていたブルースをナターシャに見つけられた直後、父親であるサディアス・ロスらアメリカ陸軍が現れると、何者かの攻撃を受けたブルースが変身してしまったハルクが暴れ始め、軍を率いる父を止めるために駆け寄ろうとするが、突如身体が膨張・破裂してしまったハルクの最期を目の当たりにして愕然とする。
正史におけるベティの『インクレディブル・ハルク』以後の動向については不明だったが、『アベンジャーズ/インフィニティ・ウォー』の公開後、同作監督のルッソ兄弟はベティについて言及しており、彼女がサノスによって引き起こされた“デシメーション”により消滅していた設定を明かした。
『キャプテン・アメリカ:ブレイブ・ニュー・ワールド』
詳細は不明だが、サディアスとは関係を断絶したままだった。しかし、ホワイトハウスで襲撃されたことがきっかけでサディアスからの電話に応じた。その後サディアスはラフト刑務所に収監されたが、面会に訪れて父と再会し、長年のわだかまりを解いた。

## その他のメディア

### テレビアニメ
- 『 マーベル・スーパーヒーローズ』：『超人ハルク』パートに登場。マクシーン・ミラーが声をあてた[63]
- 『超人ハルク』（1982年）：原語版ではB・J・ウォードが声をあて、日本語吹替は玉川紗己子が担当した。
- 『超人ハルク』（1996年）：原語版では、当初はジェニー・フランシスが、その後はフィルセ・サンプラーが声をあて、日本語吹替は松下こみなが担当した。
- 『ハルク: スマッシュ・ヒーローズ』：シーズン2 第43話『バナーの選択』（原題：『Banner Day』）に登場。原語版ではミスティ・リーが声をあてた。

### その他の映画
- 『ハルク』（2003年）：本編におけるベティをジェニファー・コネリーが、幼少期のベティをリアノン・リー・ウィンが演じた[64][65]。本作ではブルース・バナー/ハルクのバークレー大学での友人であり同僚であり、グレン・タルボットの元恋人である。
- 『アルティメット・アベンジャーズ』・『アルティメット・アベンジャーズ2：ブラック･パンサー･ライジング』：ナン・マクナマラが声をあてた。
- 『Next Avengers: Heroes of Tomorrow』・『Hulk vs. Thor』：ニコール・オリバーが声をあてた。
- 「Lego Marvel Avengers: Code Red』：ベティ/レッド・シー・ハルクとして登場し、ローラ・ポストが声をあてた。

### ビデオゲーム
- 『Hulk』（2003年）：ケイティー・ベニソンが声をあてた。
- 『The Incredible Hulk』（2008年）：リヴ・タイラーが声をあてた。
- 『マーヴル VS. カプコン3 フェイト オブ トゥー ワールド』・『アルティメット マーヴル VS. カプコン3』：ベティのレッド・シー・ハルクとシー・ハルクの姿がシー・ハルクの代替スキンとして登場。
- 『
Marvel Super Hero Squad Online』：ベティ/レッド・シー・ハルクがプレイヤーキャラクターとして登場し、グレイ・デリスルが声をあてた[66]。
- 『Marvel Avengers Alliance』・『Marvel: Future Fight』：ベティ/レッド・シー・ハルクがプレイヤーキャラクターとして登場[67][68]。
- 『LEGO マーベル アベンジャーズ』・『LEGO マーベル スーパー・ヒーローズ 2 ザ・ゲーム』[69]

### その他
- 『en:Ultimate Wolverine vs. Hulk Ultimate Wolverine vs. Hulk』：ヘザー・ドークセンが声をあてた。